# Труппа Малого театра (Москва) с 2000 года по настоящее время

Примечание: в скобках указаны даты службы в Малом театре.
- Абрамов, Пётр Валерьевич (с 2000)
- Абрамова, Ольга Николаевна (с 2007)
- Аманова, Светлана Геннадиевна (с 1982)
- Андреева, Варвара Викторовна (с 1999)
- Андреева, Зинаида Еливкериевна (с 1969)
- Андреева, Мария Андреевна (2007—2010)
- Андрианов, Виктор Алексеевич (с 2003)
- Аникеева, Любовь Серафимовна (1985—2012)
- Анохин, Алексей Николаевич (с 1991)
- Арановский, Евгений Валерьевич (с 2004)
- Бабятинский, Валерий Константинович (с 1963)
- Базарова, Екатерина Михайловна (c 1999)
- Баринов, Валерий Александрович (1992—2005)
- Баринов, Егор Валерьевич (1999—2004)
- Барышев, Ярослав Павлович (1963—2013)
- Белый, Александр Юрьевич (с 1988)
- Блохина, Клавдия Ефимовна (с 1955)
- Богин, Владимир Георгиевич (с 1971)
- Богук, Валерия Георгиевна (1988—2005)
- Боронина, Наталья Леонидовна (с 1981)
- Борцов, Виктор Андреевич (1957—2008)
- Бочкарёв, Василий Иванович (с 1979)
- Бунаков, Виктор Васильевич (с 1976)
- Бурыгина, Юлия Ивановна (1954—2001)
- Быстрицкая, Элина Авраамовна (1959—2018)
- Вавилов, Георгий Олегович (2008—2016)
- Вакуленко, Иван Владимирович (2007—2008)
- Васильева, Екатерина Александровна (с 2011)
- Вахтеров, Александр Константинович (1995—2011)
- Верещенко, Наталья Николаевна (с 1994)
- Верещенко, Николай Алексеевич (1974—2004)
- Вершинин, Александр Владимирович (с 1992)
- Вершинин, Дмитрий Иванович (1971—2002)
- Вещев, Сергей Алексеевич (с 1982)
- Видинеев, Сергей Иванович (с 2005)
- Волков, Александр Геннадьевич (с 2012)
- Глушенко, Евгения Константиновна (с 2000)
- Григорьев, Игорь Сергеевич (с 2002)
- Дахненко, Василий Владимирович (с 1991)
- Дёмин, Кирилл Вадимович (1987—2011)
- Дёмина, Галина Яковлевна (1973—2005)
- Дмитриева, Евгения Олеговна (с 1994)
- Доброван, Олег Владиславович (с 1997)
- Долинская, Полина Владимировна (с 2009)
- Доронина, Елена Витальевна (1976—2011)
- Дривень, Александр Евгеньевич (с 2008)
- Дронов, Георгий Александрович (2001—2004)
- Дубровская, Анастасия Владимировна (с 2011)
- Дубровский, Алексей Владимирович (с 2013)
- Дубровский, Владимир Алексеевич (с 1969)
- Евдокимова, Алевтина (Алла) Николаевна (с 1963)
- Егорова, Генриэтта Александровна (1953—2007)
- Езепов, Вячеслав Иванович (с 1967)
- Еремеев, Сергей Сергеевич (с 1968)
- Еремеева, Татьяна Александровна (1944—2012)
- Ермаков, Александр Юрьевич (с 1995)
- Ещенко, Любовь Валентиновна (с 2003)
- Жарова, Анна Михайловна (с 1973)
- Жевакина, Ольга Геннадиевна (с 2003)
- Жерякова, Ирина Александровна (с 2004)
- Жихарев, Пётр Сергеевич (с 2006)
- Жулин, Дмитрий Анатольевич (1997—2005)
- Зеничев, Дмитрий Николаевич (с 1996)
- Зотов, Василий Глебович (с 1997)
- Иванова, Александра Евгеньевна (с 2007)
- Иванова, Инна Владиевна (c 1999)
- Ильин, Юрий Борисович (c 2001)
- Ильичёв, Валерий Алексеевич (1978—2010)
- Кагаков, Сергей Александрович (c 2001)
- Казинас, Наталья Владимировна (1977—2004)
- Калинина, Наталья Андреевна (с 2011)
- Каратаев, Тимофей Сергеевич (2008—2011)
- Каюров, Юрий Иванович (с 1967)
- Кипнис, Павел Владимирович (2001—2004)
- Кириллина, Алина Андреевна (с 2011)
- Кичанова, Лариса Георгиевна (с 1972)
- Клюев, Борис Владимирович ( 1969—2020)
- Клюквин, Александр Владимирович (с 1978)
- Кознов, Дмитрий Дмитриевич (с 1983)
- Колесникова, Алёна Николаевна (с 2011)
- Коновалов, Алексей Андреевич (с 2011)
- Коняев, Виталий Анатольевич (1958–2023)
- Корниенко, Нелли Ивановна (1959—2019)
- Короткова, Татьяна Ивановна (c 1982)
- Корункова, Надежда Николаевна (1963—2001)
- Коршунов, Александр Викторович (с 1984)
- Коршунов, Виктор Иванович (1952—2015)
- Коршунов, Степан Александрович (c 1999)
- Кочетков, Афанасий Иванович (1979—2004)
- Кудинович, Алексей Сергеевич (с 1973)
- Кузнецова, Светлана Сергеевна (2003—2004)
- Кулешова, Елена Анатольевна (с 1976)
- Куликов, Виктор Дмитриевич (1999—2001)
- Курочка, Денис Николаевич (с 2005)
- Куршинский, Евгений Валерьевич (2000—2002, с 2005)
- Лабуш, Дмитрий Александрович (2010)
- Ларина, Антонина Ивановна (1973—2004)
- Лебедева, Татьяна Николаевна (с 1980)
- Леньшина, Валерия Александровна (с 2011)
- Леонова, Ирина Юрьевна (с 2000)
- Ликсо, Ирина Анатольевна (1942—2009)
- Манке, Андрей Трифонович (с 1970)
- Марин, Дмитрий Александрович (с 2005)
- Мартьянов, Олег Сергеевич (c 1973)
- Мартьянов, Михаил Александрович (c 2008)
- Марцевич, Филипп Эдуардович (с 2005)
- Марцевич, Эдуард Евгеньевич (1969—2013)
- Медведев, Дмитрий Александрович (1995—2001)
- Микшун, Галина Григорьевна (c 1960)
- Милюзина, Лидия Андреевна (с 2007)
- Мингазетдинова, Дарья Тагировна (с 2011)
- Михайлов, Александр Яковлевич (1985—2006)
- Моисеева, Клавдия Викторовна (с 1977)
- Молочная, Ольга Владимировна (с 2003)
- Морозова, Светлана Константиновна (1956—2004)
- Муравьёва, Аполлинария Сергеевна (с 2011)
- Муравьёва, Ирина Вадимовна (с 1993)
- Невзоров, Борис Георгиевич (с 2005)
- Низовой, Виктор Алексеевич (с 1995)
- Носик, Владимир Бенедиктович (с 1995)
- Оболенский, Георгий Юрьевич (c 1963)
- Опритов, Анатолий Иванович (1967—2003)
- Охлупина, Алёна Игоревна (с 1985)
- Павлов, Виктор Павлович (1990—2006)
- Панкова, Татьяна Петровна (1943—2011)
- Пашкова, Ольга Леонидовна (c 1987)
- Пашкова, Людмила Анатольевна (c 1967)
- Петренко, Игорь Петрович (2000—2002)
- Петров, Виталий Васильевич (с 2004)
- Пирогова, Людмила Леонидовна (1960—2010)
- Плешкова, Ольга Игоревна (с 2011)
- Подгорная, Дарья Никитична (с 2000)
- Подгородинский, Глеб Валерьевич (c 1993)
- Полякова, Людмила Петровна (c 1990)
- Породнов, Иван Александрович (с 2011)
- Порубель, Екатерина Олеговна (с 2005)
- Потапов, Александр Сергеевич (1962—2014)
- Потапов, Сергей Валерьевич (с 2004)
- Пятков, Александр Александрович (1997—2001)
- Рахвалова, Инесса Геннадиевна (c 1991)
- Рыжова, Татьяна Николаевна (1963—2012)
- Самойлов, Алексей Евгеньевич (1977—2007)
- Самойлов, Евгений Валерианович (1968—2006)
- Сафронов, Владимир Алексеевич (c 1972)
- Сафронова, Юлия Владимировна (c 1997)
- Светлова, Валентина Владимировна (1975—2008)
- Сергеев, Андрей Владимирович (с 2012)
- Сергеев, Геннадий Дмитриевич (1942—2012)
- Серёгина, Мария Александровна (с 2011)
- Скиба, Татьяна Васильевна (c 1991)
- Складчиков, Пётр Данилович (c 1975)
- Скряпкин, Григорий Николаевич (с 2005)
- Солодова, Елизавета Михайловна (1948—2011)
- Солодовник, Дмитрий Николаевич (c 1999)
- Соломин, Виталий Мефодьевич (1988—2002)
- Соломин, Юрий Мефодьевич (1957—2024)
- Сошников, Станислав Глебович (с 2011)
- Стерникова, Мария Александровна (1975—2005)
- Суворкина, Людмила Анатольевна (c 1978)
- Тёзов, Сергей Леонидович (c 1992)
- Тельпугова, Ирина Викторовна (c 1981)
- Термолаев, Антон Валерьевич (2011—2012)
- Титаева, Наталья Александровна (c 1976)
- Титова, Людмила Владимировна (c 1983)
- Торопов, Анатолий Михайлович (c 1952)
- Фаддеев, Алексей Евгеньевич (c 1998)
- Фоменко, Михаил Геннадьевич (с 1999)
- Фомина, Маргарита Ивановна (1971—2009)
- Харитонова, Елена Германовна (c 1994)
- Хомятов, Антон Романович (c 1994)
- Хрусталёв, Максим Николаевич (с 2007)
- Хрусталёва, Наталия Леонидовна (с 2011)
- Чуваева, Ольга Александровна (c 1956)
- Чураева, Наталья Андреевна (2011—?)
- Швец, Наталья Пантелеймоновна (с 1973)
- Щербинина, Людмила Николаевна (с 1966)
- Щигорец, Олег Владимирович (с 2011)
- Юдаев, Константин Михайлович (с 2006)
- Юдина, Лилия Витальевна (c 1953)